# Піві-малюк сосновий
Піві-малюк сосновий (Empidonax affinis) — вид горобцеподібних птахів родини тиранових (Tyrannidae). Мешкає в Мексиці і Гватемалі.

## Опис

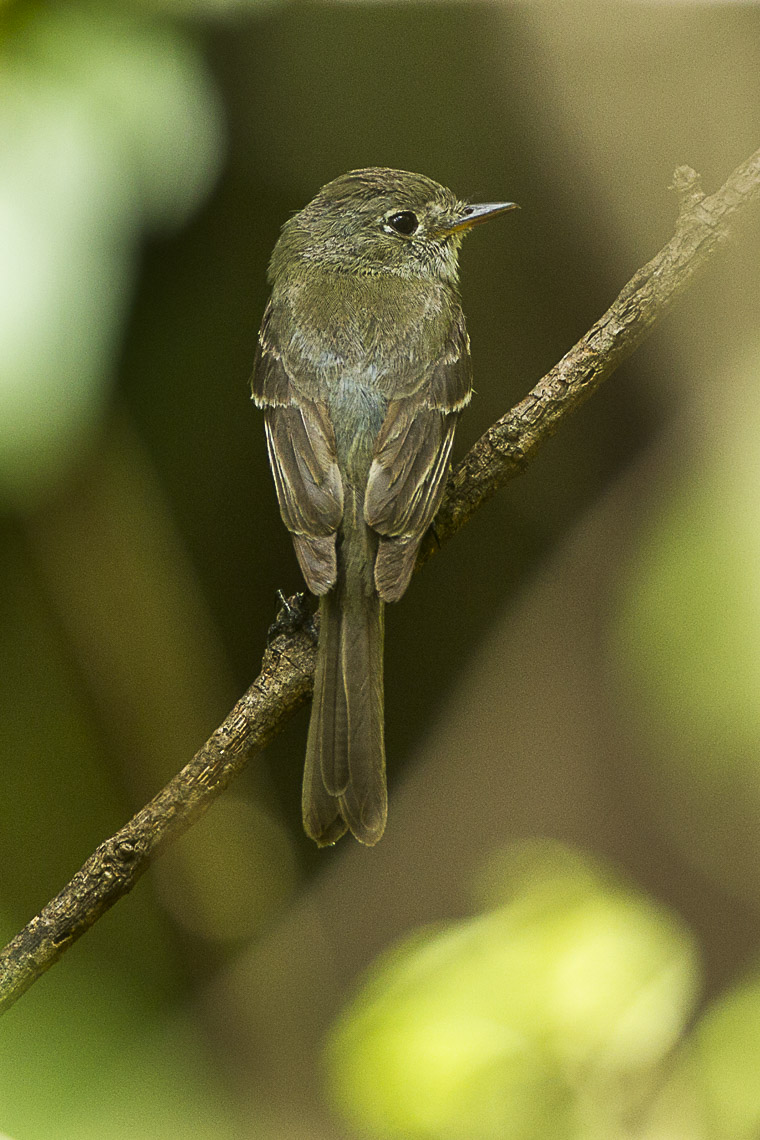
Сосновий піві-малюк (Сіналоа)

Довжина птаха становить 13-14,5 см. Верхня частина тіла коричнювато-сіра, крила більш темні. Нижня частина тіла жовтувата, груди оливково-зелені. На крилах оливкові смуги, навколо очей білуваті кільця.

## Підвиди
Виділяють п'ять підвидів:
- E. a. pulverius Brewster, 1889 — північно-західна Мексики (від Сіналоа до Халіско);
- E. a. trepidus Nelson, 1901 — північна Мексика (Коауїла, Тамауліпас), Зимують в Гватемалі;
- E. a. affinis (Swainson, 1827) — центральна Мексика (від Мічоакана до Пуебло);
- E. a. bairdi Sclater, PL, 1858 — південна Мексика (Герреро, Оахака, Чіапас);
- E. a. vigensis Phillips, AR, 1942 — південно-східна Мексика (Веракрус).

## Поширення і екологія
Соснові піві-малюки мешкають в горах Мексики і Гватемали. У травні 2016 року бродячого птаха цього виду спостерігали в горах Санта-Ріта в Аризоні. Соснові піві-малюки живуть в гірських соснових, дубових і мішаних дубово-соснових лісах, на висоті від 1600 до 3500 м над рівнем моря. Живляться комахами та іншими дрібними безхребетними